# LeAnn Rimes
Margaret LeAnn Rimes Cibrian (Jackson, 1982. augusztus 28. –) kétszeres Grammy-díjas amerikai énekesnő, dalszerző és színésznő. 8 éves korától énekel, Country énekesnőként vált ismertté mindössze 13 évesen, "Blue" című dalával. Később többféle irányzatban is alkotott, köztük a popzenében. Legismertebb dala a 2000-ben megjelent "Can't Fight the Moonlight", amely a Sakáltanya című film betétdala volt. 1997-ben, mindössze 14 és fél évesen a legfiatalabb előadó lett, aki önállóan (nem együttes részeként) Grammy-díjat nyert.

## Diszkográfia

### Stúdióalbumok
- Everybody's Sweetheart (1991)
- All That (1994)
- Blue (1996)
- You Light Up My Life: Inspirational Songs (1997)
- Sittin' on Top of the World (1998)
- LeAnn Rimes (1999)
- I Need You (2001)
- Twisted Angel (2002)
- What a Wonderful World (2004)
- This Woman (2005)
- Whatever We Wanna (2006)
- Family (2007)
- Lady & Gentlemen (2011)
- Spitfire (2013)
- Today Is Christmas (2015)
- Remnants (2016)
- Chant: The Human & the Holy (2020)
- God's Work (2022)